# Municipio de Caldwell (Kansas)
El municipio de Caldwell (en inglés: Caldwell Township) es un municipio ubicado en el condado de Sumner en el estado estadounidense de Kansas. En el año 2010 tenía una población de 157 habitantes y una densidad poblacional de 1,15 personas por km².

## Geografía
El municipio de Caldwell se encuentra ubicado en las coordenadas 37°3′41″N 97°38′44″O / 37.06139, -97.64556. Según la Oficina del Censo de los Estados Unidos, el municipio tiene una superficie total de 136.08 km², de la cual 136,05 km² corresponden a tierra firme y (0,02 %) 0,02 km² es agua.

## Demografía
Según el censo de 2010, había 157 personas residiendo en el municipio de Caldwell. La densidad de población era de 1,15 hab./km². De los 157 habitantes, el municipio de Caldwell estaba compuesto por el 98,73 % blancos, el 0,64 % eran de otras razas y el 0,64 % eran de una mezcla de razas. Del total de la población el 1,27 % eran hispanos o latinos de cualquier raza.